# Hämatologie
Hämatologie (von lateinisch Haematologia, als Buchtitel 1736 bei Michael Alberti und 1745 bei Thomas Schwenke, einem Schüler Herman Boerhaaves, von altgriechisch αἷμα haima „Blut“, und λόγος logos „Lehre“) ist die Lehre von der Physiologie, Pathophysiologie und den Krankheiten des Blutes sowie der blutbildenden Organe. 

## Definition
Sie umfasst bösartige Erkrankungen des Blutes, Bildungsstörungen des Knochenmarks, Blutveränderungen durch immunologische Prozesse, Störungen der Blutstillung (hämorrhagische Diathesen; Hämophilie) und Übergerinnbarkeit des Blutes (Thrombophilie). Die beiden letztgenannten Krankheitsgruppen werden auch unter dem Fachbegriff Hämostaseologie (Lehre der Blutgerinnung) subsumiert.
Die wichtigsten Blutkrankheiten sind die akute und chronische Leukämie (Blutkrebs), bösartige Veränderungen der Lymphknoten (umgangssprachlich „Lymphknotenkrebs“), Anämie (Blutarmut) und die Hämophilie (Bluterkrankheit).
Die meisten Krankheiten des Blutes können aus dem Blut (meist im Blutbild) selbst diagnostiziert werden, in manchen Fällen muss jedoch eine Knochenmarkpunktion durchgeführt werden oder ein Lymphknoten herausgenommen und untersucht werden.

## Facharztausbildung in Hämatologie und internistischer Onkologie
In Deutschland ist die Ausbildung zum Facharzt für Innere Medizin und Onkologie und Hämatologie ein Schwerpunkt der ärztlichen Weiterbildung.

## Geschichte
Zu den Pionieren der modernen Hämatologie gehören Karl Vierordt, der 1852 die Zahl der menschlichen Blutzellen berechnete, und mit einem 1908 über Blutkrankheiten und Blutdiagnostik veröffentlichten Werk der Schweizer Mediziner Otto Naegeli.